# 65. Infanterie-Division (Wehrmacht)
Die 65. Infanteriedivision war ein militärischer Großverband der Wehrmacht.

## Geschichte

### Aufstellung
Die Infanterie-Division wurde am 11. Juli 1942 auf dem Truppenübungsplatz Bitsch aufgestellt und zur weiteren Aufstellung nach Antwerpen verlegt.

### Besatzungstruppe Niederlande
Nach ersten Wachaufgaben an der Schelde-Mündung und weiteren Ausbildungswochen wurde die Division in die Niederlande in den Küstenverteidigungsabschnitt A1 (Walcheren, Noord-Beveland und Zuid-Beveland) verlegt.

### Besatzungstruppe Frankreich
Im Juli 1943 wurde der Verband in Saint-Omer, Frankreich stationiert, jedoch schon einen Monat später nach einem zweiwöchigen Zwischenaufenthalt in Österreich nach Italien abgezogen.

### Italien 1943
Die Division wurde zunächst in den Apennin zwischen den Provinzen Reggio Emilia und Massa-Carrara verlegt und besetzte im September 1943 die Pässe Cisa und Cerreto. Anschließend stand sie an der ligurischen Küste zwischen Rapallo und La Spezia, bevor sie im Oktober an den östlichen Abschnitt der Gustav-Linie zwischen dem Fluss Sangro und den Orten Guardiagrele und Orsogna verlegt wurde und dort in schwere Abwehrkämpfe gegen angreifende Truppen der englischen 8. Armee verwickelt wurde.

### Auffrischung im Raum Genua
Ende Dezember wurde sie aus der Front genommen und nach Genua verlegt.

### Anzio
Mit Beginn der Landung der Alliierten bei Anzio wurde sie in die Region Latium entlang der Eisenbahnlinie Rom-Anzio in den Bereich des Eisenbahnknotenpunktes Campoleone verlegt. Von Ende Januar bis Anfang März nahm die Division an den deutschen Gegenangriffen auf den alliierten Brückenkopf im Bereich Cisterna di Latina und Aprilia teil. Nach dem Scheitern der beiden Offensiven hielt die Division bis zum Beginn der alliierten Offensive Ende Mai ihre Ausgangsstellungen bei Campoleone und wurde dann mit den übrigen deutschen Verbänden in Richtung Albaner Berge zurückgedrängt.

### Eingliederung von Teilen der Infanterie-Division Mielau
Im März 1944 war die Division durch Truppenteile der Infanterie-Division Mielau aufgefrischt worden.

### Albaner Berge
In den Albaner Bergen wurde sie in verlustreiche Kämpfe in den Castelli Romani unter anderem in Velletri, Rocca di Papa und Albaner See verwickelt. Am 3. Juni erhielten schließlich die Reste der Division den Befehl sich weiter Richtung Rom zurückzuziehen. Der alliierte Vorstoß auf Rom zwang die deutschen Truppen zum weiteren fluchtartigen Rückmarsch über Rom hinaus. Am 4. Juni überschritten die Reste der 65. Infanterie-Division den Tiber und setzten ihre Absetzbewegung auf der Via Aurelia Richtung Norden fort. Erst im Bereich von Orbetello–Bolsenasee kam die nur noch 900 Mann starke Division an der Dora-Linie zum Stehen.

### Auffrischung mit Teilen der Infanterie-Division Ostpreußen
Am 10. Juni wurde sie zur Auffrischung aus der Front gezogen. Nach der Zuführung von neuem Personal aus der Infanterie-Division Ostpreußen wurde sie Ende Juli an die Arno-Front verlegt.

### Gustav-Linie
Rückzugskämpfe führten die Division nach Pistoia und anschließend in den Apennin auf die Gustav-Linie zurückzog. In den folgenden Monaten kämpfte die Division südlich von Bologna und war unter anderem in der Partisanenbekämpfung eingesetzt. Im Frühjahr 1945 kämpfte die Division am Futapass und in der Schlacht um Bologna.

### Kapitulation
Teile der Division kapitulierten am Po, die Reste der bei Sermide über den Po gegangenen  Einheit im Raum Trient vor Westalliierten Truppen.

## Kriegsverbrechen
Angehörige verschiedener Einheiten der Division waren in Italien zwischen Juni und Dezember 1944 an mehreren Kriegsverbrechen beteiligt. Angehörige des Grenadier-Regiments 146 waren zwischen dem 27. und 30. September 1944 an einer Bandenbekämpfungsaktion im Apennin südwestlich von Bologna beteiligt. In vier Tagen wurden dabei am Oberlauf des Reno im Ortsteil Ronchidoso der Gemeinde Gaggio Montano und in Ca’ Berna bei Lizzano in Belvedere fast 100 Personen davon über 50 Frauen und Kinder getötet.
Insgesamt wurden laut dem von der Deutschen Bundesregierung finanzierten und von einer Historikerkommission geleiteten Projekts Atlante degli Stragi Naziste e Fasciste in Italia (dt. Atlas der nazistischen und faschistischen Massaker in Italien) bis zum Kriegsende in Italien knapp über 200 Personen durch Angehörige der 65. Infanterie-Division getötet.

## Kommandeure
| Damaliger Rang               | Name                            | Zeitraum                               |
| ---------------------------- | ------------------------------- | -------------------------------------- |
| Generalmajor                 | Ludwig Friederich Hans Bömers   | 10. Juli 1942 bis 1. Januar 1943       |
| Generalleutnant              | Wilhelm Johann Georg Rupprecht  | 1. Januar 1943 bis 31. Mai 1943        |
| Oberst/Generalmajor          | Gustav Heisterman von Ziehlberg | Mai 1943 bis Ende November 1943        |
| Oberst                       | Ernst-Günther Baade             | 27. November 1943 bis 1. Dezember 1943 |
| Generalmajor/Generalleutnant | Hellmuth Pfeifer                | 1. Dezember 1943 bis 22. April 1945 †  |

## Gliederung
| 1942                                     | 1943                                                                                               |
| ---------------------------------------- | -------------------------------------------------------------------------------------------------- |
| Infanterie-Regiment 145                  | Grenadier-Regiment 145                                                                             |
| Infanterie-Regiment 146                  | Grenadier-Regiment 146                                                                             |
| --                                       | Grenadier-Regiment 147 (aus I./145 und II./146 sowie aus Teilen des Art. Rgts, und Div. Füs. Btl.) |
| Panzerjäger und Aufklärungsabteilung 165 | Divisions-Füsilier-Bataillon 65                                                                    |
| Artillerie-Regiment 165                  | |
| Pionier-Bataillon 165                    | |
| Divisions-Nachrichten-Abteilung 165      | |
| Divisions-Nachschubführer 165            | |